# Antioch III Wielki

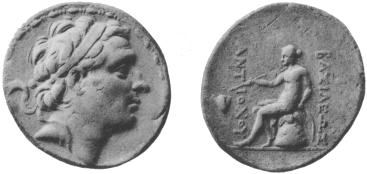
Srebrna moneta Antiocha III Wielkiego

Antioch III Wielki (ur. ok. 242, zm. 187 p.n.e.) – hellenistyczny władca (w latach: 223–187 p.n.e.) największego państwa powstałego na gruzach imperium Aleksandra Wielkiego – państwa Seleucydów (Seleukidów) rozciągającego się na Bliskim Wschodzie.
Antioch III był młodszym synem Seleukosa II Kallinikosa i następcą swego starszego brata Seleukosa III Keraunosa. Był jednym z najwybitniejszych przedstawicieli dynastii Seleucydów – okres jego rządów, to czasy największego rozkwitu politycznego jego państwa, które sięgało wówczas od wybrzeży Morza Śródziemnego aż po Indie (chociaż obszarowo nieco okrojonego w stosunku do terytorium z czasów założyciela dynastii). Cieniem padającym na jego przydomek „Wielki” (uzyskanym po wyprawie na Wschód) są ostatnie lata panowania Antiocha. Niefortunny konflikt z republiką rzymską, która złamała potęgę syryjskiego króla, był początkiem końca wielkiej monarchii hellenistycznej na Wschodzie.

## Spadek po poprzednikach
Gdy w roku 223 p.n.e. Antioch III obejmował władzę w państwie, przy wydatnej roli swojego wuja (lub kuzyna) Achajosa, sytuacja w nim była dość trudna. Przede wszystkim było ono znacznie okrojone i miało szereg ognisk zapalnych z tendencjami odśrodkowymi.
W połowie III wiek p.n.e., jeszcze za panowania poprzedników Antiocha III, odłączyła się od Seleucydów Baktria pod przewodnictwem satrapy Diodotosa, który ogłosił się królem. Nieco później, najprawdopodobniej po 239 r. p.n.e., scytyjskie plemię Parnów pod przewodnictwem Arsakesa, opanowało Partię i Hyrkanię, dając tym samym początek państwu, które w przyszłości, wespół z Rzymianami, miało walnie przyczynić się do upadku państwa Seleucydów. W Azji Mniejszej natomiast panował chaos – była ona wyniszczona najazdami celtyckich Galatów i ich wojnami z Attalidami z Pergamonu, a oprócz tego z ramienia Seleucydów (Seleukosa II i III) dość samodzielnie władał tam Achajos – wspomniany już krewniak Antiocha III. Seleucydzi nigdy w zasadzie nie dzierżyli całego półwyspu anatolijskiego, kontrolując jedynie jego południową i południowo-zachodnią część. Odrębny problem stanowiły Celesyria (Syria południowa), Fenicja i Palestyna, będące pod wpływami Ptolemeuszy z Egiptu, do których spadkobiercy Seleukosa Nikatora zawsze mieli pretensje.
W tak skomplikowanym układzie Antioch III, tuż po objęciu tronu miał przed sobą do zrealizowania bardzo trudne zadania, o fundamentalnym znaczeniu niemal dla dalszego istnienia swojego królestwa, nie mówiąc już o utrzymaniu liczącej się pozycji na arenie międzynarodowej. Ponadto nowy władca musiał uporać się jeszcze z trudnościami wśród najbliższego otoczenia i rozprawić się z ambicjami niektórych ministrów, chcących uchwycić faktyczną władzę w państwie.

## Trudne początki. IV wojna syryjska. Poskromienie buntowników

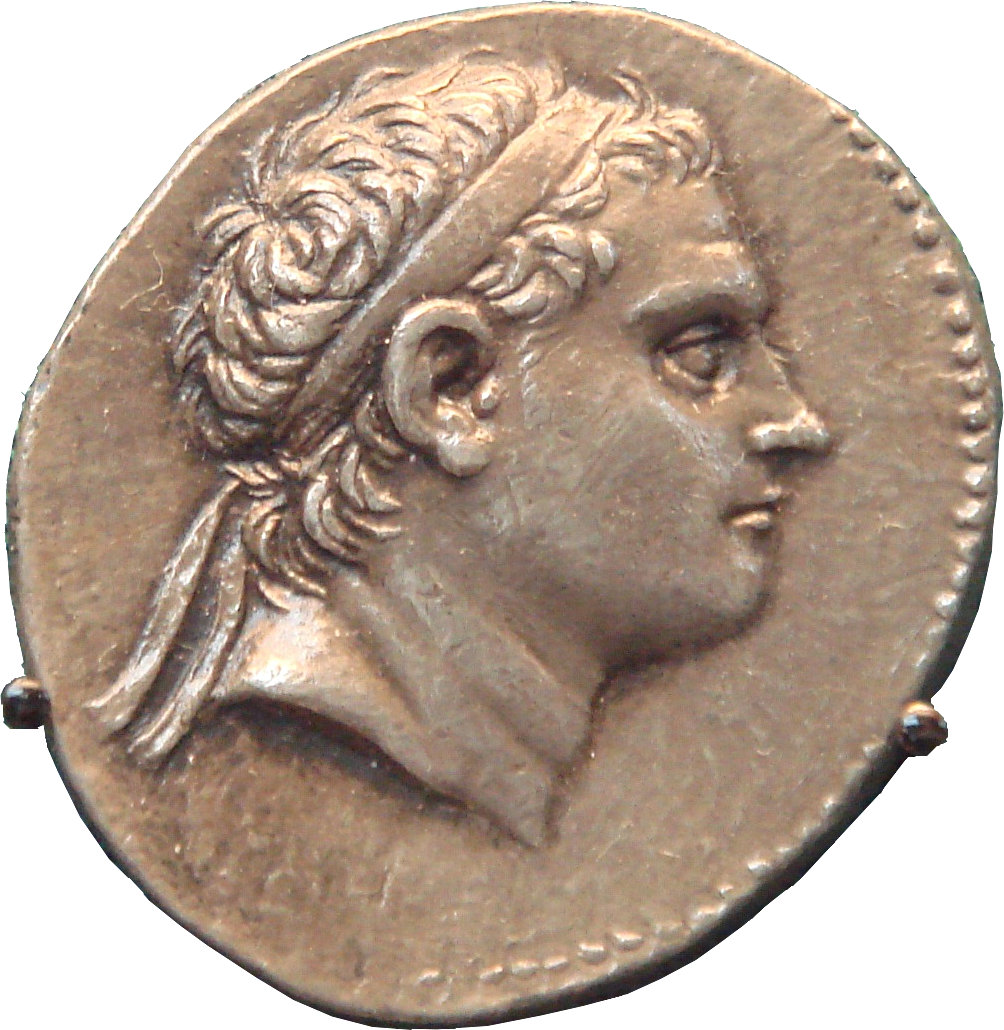
Srebrna moneta Antiocha III.

Niedługo po rozpoczęciu rządów Antioch poślubił w r. 222 p.n.e. Laodikę III, córkę Mitrydatesa II, króla Pontu, zapewniając tym samym sobie sprzymierzeńca w tej krainie. Było to udane i trwałe małżeństwo – z Laodiką miał siedmioro lub ośmioro dzieci, m.in. najstarszego Antiocha, Seleukosa, córkę Antiochis, Laodikę, Kleopatrę (późniejszą żonę Ptolemeusza V Epifanesa) i jeszcze jednego Antiocha (późniejszego: Antiocha IV Epifanesa).
Antioch III rządy w Azji Mniejszej pozostawił w rękach Achajosa, bardziej z konieczności niż z wyboru, a zarząd wschodnich satrapii państwa powierzył Molonowi (strategosowi Medii) i jego bratu Aleksandrowi (satrapie Persji), aby móc kontrolować sytuację w zachodniej części imperium. W ten sposób władza w państwie Seleucydów de facto znalazła się w rękach kilku osób, przy czym pozycja Antiocha nie była najsilniejsza z uwagi na jego młody wiek i wynikający stąd niewielki autorytet wśród liczących się postaci w państwie, z których najsilniejszy był Achajos w Azji Mniejszej i Hermias (Hermejas) z Karii na dworze króla. Najprawdopodobniej, ten ostatni, dążył do faktycznych rządów w państwie poprzez Antiocha III, którego chciał uczynić marionetką w swych rękach wykorzystując jego młody wiek i brak doświadczenia. Początkowo nawet mu się to w jakimś stopniu udawało.
Skutki decentralizacji władzy w państwie nie dały na siebie długo czekać. W r. 222 p.n.e. doszło do buntu Molona i Aleksandra na Wschodzie (zapewne zainspirowani byli przykładem sprzed lat Diodotosa z Baktrii). Tymczasem Antioch III wplątał się w wojnę z Egiptem z podpuszczenia Hermiasa, który zlekceważył sytuację na wschodzie państwa, przekonując króla, aby wysłał tam tylko jednego z dowódców w celu uśmierzenia buntu, a sam ruszył w celu zajęcia Celesyrii, Fenicji i Palestyny, wykorzystując śmierć króla Egiptu Ptolemeusza III (221 p.n.e.). Król dał się przekonać. Na wschód wysłał Ksenoitasa, aby ten opanował sytuację, a sam ruszył na Fenicję i Palestynę. Tak rozpoczęła się tzw. IV wojna syryjska, która trwała aż do 217 r. p.n.e.
Rachuby na łatwe zwycięstwo na Wschodzie jednak zawiodły, gdyż Ksenoitas poniósł klęskę, a zwycięski Molon zaczął rozszerzać swą władzę dalej na zachód wzdłuż Eufratu, natomiast armia Antiocha utknęła w przesmyku między górami Libanu i Antylibanu, nie mogąc kontynuować ofensywy. Sytuacja stała się bardzo groźna. Antioch III przerwał i tak niefortunny atak przeciw Lagidom i ruszył osobiście przeciwko Molonowi. Do konfrontacji doszło w okolicach Apolloniatis w masywie Zagrosu. Zwycięstwo Antiocha było zupełne, przy czym, według Polibiusza, zadecydowała o nim postawa armii Molona, która na pojawienie się legalnego władcy, rozsypała się, gdyż wielu żołnierzy zaczęło przechodzić na stronę Antiocha. Molon popełnił samobójstwo (luty 220 p.n.e.).
Zwycięski Antioch wkroczył do Seleucji nad Tygrysem (która otworzyła bramy przed buntownikiem Molonem), gdzie Hermias rozpoczął krwawe represje i nałożył na miasto olbrzymią kontrybucję 1000 talentów. Antioch pohamował w zapędach Hermiasa i zmniejszył obciążenie do 150 talentów, zyskując tym samym na popularności wśród miejscowej ludności.
Kolejnym posunięciem króla było wkroczenie do wyodrębnionej części północnej Medii – Atropatene latem 220 r. p.n.e., gdzie rządy, w zasadzie niezależne, sprawował Artabazanes, który sprzyjał Molonowi podczas jego uzurpacji. Zarówno Artabazanes, jak i Antioch zdawali sobie sprawę z bezcelowości walki. Ten pierwszy wiedział, że nie ma szans w konfrontacji z armią królewską, natomiast Antioch chciał uniknąć peryferyjnej wojny w trudnym terenie, która wyczerpywałaby siły, a te potrzebne były królowi na szykującą się walkę z Egiptem. Artabazanes uznał zwierzchnictwo Seleukidy, zobowiązując się do płacenia trybutu i dostarczania kontyngentu wojskowego. W zamian za to Antioch pozostawił go u władzy.
Po spacyfikowaniu sytuacji na wschodzie państwa Antioch III, wraz z grupą zaufanych doradców i oficerów doprowadził do upadku wszechwładnego ministra Hermiasa, którego kuratela bardzo już ciążyła młodemu władcy. Odtąd władzę sprawował już król samodzielnie.
Ale zanim zginął Hermias, jeszcze podczas pobytu króla w Atropatene, krewny Antiocha, Achajos, który prowadził zwycięską kampanię w Azji Mniejszej przeciwko Attalidom, nieoczekiwanie ogłosił się królem. Być może zrobił to na wieść o rzekomej śmierci władcy podczas pacyfikowania przez niego wschodniej części imperium, albo też z powodu obaw przed potężnym Hermiasem. Achajos ze swoją armią ruszył w kierunku Antiochii, jednakże jego marsz został zahamowany przez własne wojska, które nie chciały walczyć z prawowitym królem.

## Zmagania z Lagidami – Rafia 217 p.n.e.
Antioch tymczasem, po powrocie ze wschodnich rubieży swego państwa, odłożył sprawę Achajosa (dowiedziawszy się o jego kłopotach z armią), aby ponownie dokończyć wojnę z Ptolomeuszem (219 p.n.e.). Wcześniej jednak odebrał im Seleucję nad Orontesem. Ten pośpiech w działaniu przeciw Lagidom podyktowany był zapewne ofertą głównodowodzącego ich armią – Theodotosa – który, czując się zagrożonym przez wszechwładnego Sosibiosa w Egipcie (sprawującym de facto władzę w imieniu Ptolemeusza IV i zagrażającego Theodotosowi, którego chciał się pozbyć), zaoferował Antiochowi pomoc w zajęciu kluczowych twierdz w Fenicji. Antioch bezzwłocznie skorzystał z oferty i forsownym marszem przybył na miejsce zajmując Tyr i Ptolemais – dwie nadmorskie twierdze, wzmacniając jednocześnie swoją flotę wojenną będącymi tam okrętami. Jeszcze tegoż roku (219 p.n.e.) Seleukida zajął pomniejsze twierdze w Fenicji, a następnie ruszył w kierunku Egiptu. Nie wkroczył jednak do niego, gdyż zniechęciły go do ofensywy dość drastyczne środki obronne przedsięwzięte przez Ptolemeusza i Sosibiosa, takie jak zasypanie studzien na szlaku do Egiptu i zalanie wschodniej części delty Nilu przez otwarcie kanałów. Antioch III powrócił do Seleucji nad Orontesem, rozpuścił swoją armię na leża zimowe, a następnie przystąpił do negocjacji z królem Egiptu i jego ministrem, uważając wojnę za wygraną i oczekując ustępstw terytorialnych ze strony Ptolemeusza.
Srogo się jednak rozczarował, gdyż przeciągające się negocjacje były niczym innym jak grą na zwłokę władz w Aleksandrii, aby móc w tym czasie przygotować armię do konfrontacji z Seleukidą. Zanim się Antioch spostrzegł Egipt miał już niemal gotową, całkiem sprawną i zreorganizowaną armię. Oprócz zaciągniętych najemników, z niemal całego świata greckiego, Sosibios uzbroił Egipcjan na wzór macedoński i stworzył z nich falangę. Było to nowatorskie posunięcie, ale jak się okazało skuteczne, chociaż, jak to pokazały dalsze dzieje państwa Lagidów bardzo niebezpieczne. W końcu Seleukida, zorientowawszy się w pułapce dyplomatycznej Aleksandrii, wiosną 218 r. p.n.e. zmobilizował swoje wojska i ruszył znowu na południe w celu całkowitego opanowania Celesyrii i Palestyny. Szlak jego marszu znaczyły zwycięstwa w potyczkach i zajmowanie poszczególnych miast w Fenicji i Palestynie. Na zimę 218/217 r. p.n.e. Antioch pozostał już w Ptolemais, aby, gdy tylko warunki na to pozwolą, błyskotliwie zakończyć wojnę z Egiptem.
Finał IV wojny syryjskiej nastąpił pod Rafią 22 czerwca 217 r. p.n.e. Spotkały się tam dwie potężne armie hellenistycznych monarchów, aby rozstrzygnąć zbrojnie toczący się od lat spór o Celesyrię i ziemie na południe od niej. W boju wzięli udział osobiście obaj monarchowie: Ptolemeusz IV i Antioch III. Ten pierwszy miał ogólną liczebną przewagę wojsk – ok. 75 tys., podczas gdy Seleukida miał ok. 68 tys. żołnierzy (według Polibiusza). Ponadto Ptolemeusz miał miażdżącą przewagę w ciężkozbrojnej piechocie, gdyż uzbroił na wzór macedoński rodowitych Egipcjan. Ten czynnik, jak i błąd Antiocha, który niepotrzebnie wdał się w pościg na swoim prawym skrzydle za uciekającym nieprzyjacielem (nie kontrolując sytuacji nad pozostałą częścią armii), przyczyniły się m.in. do klęski wojsk Seleukidy. Przegrana pod Rafią zmusiła Antiocha III do rezygnacji z dotychczasowych osiągnięć w Fenicji i Palestynie i opuszczenia wszystkich zdobytych miast i portów. Zatrzymał jedynie Seleucję nad Orontesem.

## Walka o panowanie w Azji Mniejszej
Gdy Antioch zmagał się z Ptolemeuszem na południu, na północnych rubieżach państwa Seleukidzkiego buntowniczy Achajos uwikłany był w wojnę z królem Pergamonu – Attalosem I, który działając w przymierzu z Antiochem III, skutecznie wiązał siły rebelianta, dając tym samym czas Seleukidzie na rozprawę z Egiptem. Jednakże Achajos w tym czasie był zbyt słaby, aby realnie zagrozić panowaniu Antiocha – pozostawała tylko kwestia panowania w Azji Mniejszej. Już w rok po klęsce pod Rafią Antioch przystąpił do jednoznacznego rozstrzygnięcia tegoż problemu. Wojna z krewniakiem przeciągała się nadspodziewanie długo, bo aż do 213 r. p.n.e. Seleukida, działając w porozumieniu z Attalosem I, stopniowo odebrał Achajosowi niemal wszystkie ziemie, zamykając jego samego w oblężeniu Sardes. W końcu Achajos został podstępnie pojmany i stracony na rozkaz Antiocha. Seleukida znów panował w Azji Mniejszej, chociaż nie w całej, gdyż północna część półwyspu rozdzielona była między Pergamon (Attlaos za pomoc w walce z Achajosem zażądał znacznych cesji terytorialnych, na których wcześniej władał buntownik), Galatów, Pont i Kappadocję. W sumie Seleukidom pozostawał tylko południowy pas Azji Mniejszej.

## Wyprawa na wschód 212–205 p.n.e.
Uporządkowawszy sprawy w zachodniej części państwa Antioch III przystąpił do realizacji wielkiego przedsięwzięcia: przywrócenia potęgi państwa z czasów założyciela dynastii – Seleukosa I Nikatora. Poza tym Seleukida po poniesionej klęsce z Egiptem potrzebował podreperowania swojego prestiżu władcy-zdobywcy, a także napełnienia swego skarbca łupami wojennymi, zwłaszcza po poniesionych kosztach wojen z Ptolemeuszem i Achajosem. Ważnym celem wyprawy było też zdobycie kontroli nad wschodnimi szlakami handlowymi.
Armia, jaką zmobilizował Antioch do tej wyprawy, liczyła od 50 do 60 tys. żołnierzy (dla porównania Aleksander Wielki ruszając w głąb Azji miał od 35 do 40 tys. żołnierzy), a realizacja całej koncepcji nie była rzeczą prostą, gdyż oderwane części imperium Seleucydów na Wschodzie, to jest Partia pod panowaniem Parnów-Dahów i Baktria zdążyły już nieco okrzepnąć i wzmocnić swój potencjał. W tej ostatniej doszło do zmiany dynastii panującej – nowym władcą był Eutydemos.
Pierwszym etapem wyprawy była Armenia, która wcześniej nie należała faktycznie do monarchii Seleucydów, luźno tylko uznając jej zwierzchnictwo. Władca Armenii Artakses I poddał się Antiochowi nie widząc szans na walkę z jego armią. Antioch zadowalając się trybutem pozostawił go na tronie, oddając mu za żonę swoją siostrę.
Następnie król wkroczył do Medii i jej stolicy Ekbatany (210 p.n.e.), gdzie obrabował świątynię bogini Anaitis w celu podreperowania swoich funduszy, bardzo potrzebnych na dalszą wyprawę.
Z Medii wyruszył do Partii, aby wygnać Parnów, którymi władał Arsakes II. Ten, nie widząc szans na skuteczny opór, wycofał się do Hyrkanii, dokąd też podążyła za nim armia Antiocha, wywalczając sobie przejście przez masyw Elburz w przełęczy Labos w bardzo trudnych warunkach. Jednakże Seleukida nie mógł, ani doścignąć, ani pokonać Arsakesa. Najprawdopodobniej doszło do układów i porozumienia, w myśl którego Arsakes II uznał zwierzchność Antiocha III, w zamian za co ten formalnie uznał go za króla. W zasadzie Antioch zdołał opanować Partię i Hyrkanię, jednakże nie mógł ich utrzymać. Tym samym nie osiągnął on jednego z celów wyprawy, co w przyszłości miało przynieść katastrofalne skutki dla jego państwa.
Po opuszczeniu Partii, Seleukida podążył dalej na Wschód, aby odwojować dla swojej dynastii Baktrię. W kraju tym, zwanym przez historyków „państwem Greków baktryjskich”, rządy sprawował Eutydemos, który obalił dynastię Diodotydów. Również i tu nie mógł Antioch zmóc przeciwnika – znamienne, że walki trwały aż dwa lata (208–206 p.n.e.), co wskazuje na to, że władca Baktrii był zdolnym wodzem i trudnym przeciwnikiem dla Antiocha. W sumie niewiele wiadomo na temat kampanii baktryjskiej. W każdym razie nie udało się Seleukidzie pokonać Eutydemosa i w końcu doszło do porozumienia: Eutydemos pozostał na swoim władztwie z oficjalnym tytułem królewskim, uznając zwierzchnictwo Antiocha III, a swojego syna Demetriusza miał ożenić z córką Seleukidy, przypieczętowując w ten sposób sojusz między monarchami. Takie warunki porozumienia wskazują na to, że po pierwsze: całkowite i bezwzględne podporządkowanie Baktrii Seleucydom nie było w danej chwili możliwe; a po drugie, po zrozumieniu własnej bezsilności, trafiły do Antiocha argumenty władcy baktryjskiego, że dalsza walka między nimi wyczerpie ich obu, a skorzystają na tym tylko ludy środkowoazjatyckie poprzez łatwe zajęcie wyczerpanej walkami krainy, a pozostawiając u władzy Eutydemosa i jego potomków państwo Seleucydów zyskiwałoby przedmurze zabezpieczające ich przed naporem barbarzyńców. Przykład Parnów-Dahów w Partii aż nadto wyraźnie przemawiał Antiochowi do wyobraźni i tym łatwiej przyjął argumentację Eutydemosa. Z dwojga złego Antioch wolał u władzy jego dynastię na czele na wpół (de facto całkowicie) niezależnego buforowego państewka, niż chaos w prowincji i perspektywa dalszych walk o ich utrzymanie, a nawet całkowitą jej utratę na rzecz środkowoazjatyckich koczowników.
Po uzupełnieniu niezbędnych zapasów i otrzymaniu kontyngentu słoni bojowych od Eutydemosa, a także gwarancji bezpiecznego przemarszu przez Baktrię, Antioch na czele swojej armii przekroczył Hindukusz, wkraczając do Indii. Realnych szans na panowanie w tym kraju w zasadzie nie miał żadnych. Najprawdopodobniej kierowała Antiochem chęć dorównania Aleksandrowi Wielkiemu – aby w ten sposób podnieść prestiż swojego panowania. Poza tym niepoślednią rolę odgrywała chęć zdobycia bogatych łupów – czy to poprzez zagarnięcie siłowe, czy też jako dary od miejscowego władcy lub władców, gdyż sytuacja polityczna w tym regionie, po upadku potomków sławnego Czandragupty nie przedstawiała się jednolicie. Terenami, na które wkroczył Antioch władał niejaki Sofogasenos (Subhagasena), który nie próbował nawet stawiać oporu, tylko od razu poddał się zwierzchności potężnego Seleukidy, obdarowując go różnymi dobrami, słoniami i przyrzekając regularny trybut.
Na tym etapie podróży Antioch postanowił zawrócić do swojej stolicy w Syrii.
Droga powrotna prowadziła przez Arachozję, Drangianę i Karmanię i była swego rodzaju pochodem tryumfalnym zwycięskiego wodza i zdobywcy. Miejscowi, lokalni satrapowie poszczególnych krain, bezwarunkowo podporządkowywali się potężnemu królowi. Dotarłszy do Zatoki Perskiej (205 p.n.e.) Antioch postanowił wyprawić się na Półwysep Arabski, gdzie leżało bogate kupieckie miasto Gerrha, będące portem tranzytowym na szlaku handlowym z Indii do Gazy i Aleksandrii. Seleukida postanowił zająć to bogate miasto, albo też je przynajmniej złupić. Miejscowe władze, w celu pozostawienia ich w spokoju, postanowiły się okupić, na co Antioch chętnie przystał otrzymując bardzo wysokie dary w srebrze, korzeniach i wonnościach. Syty bogactw i sławy król powrócił przez Babilonię do Syrii.
Znamienny pozostaje fakt, że podczas wschodniej wyprawy, w zasadzie Antiochowi nie udało się zrealizować najważniejszego celu wyprawy, czyli przywrócenia realnej jedności państwa z czasów jego założyciela, t, j. likwidacji secesji poszczególnych terytoriów:
- Partowie, choć formalnie uznali zwierzchność Antiocha, dalej rządzili terenami, które dawniej zajęli i było tylko kwestią czasu i okoliczności aż zrzucą zwierzchność Seleucydów;
- tzw. państwo Greków baktryjskich w dalszym ciągu pozostawało nie naruszone, również formalnie tylko podlegając Seleucydom.

Jedyną korzyścią, oczywiście nie bez znaczenia, było podniesienie rangi i znaczenia swojej osoby i państwa, jak również, olbrzymie bogactwa, jakie przywiózł z wyprawy, które znacznie podreperowały królewski skarbiec.

## Sława i chwała Antiocha Wielkiego. V wojna syryjska

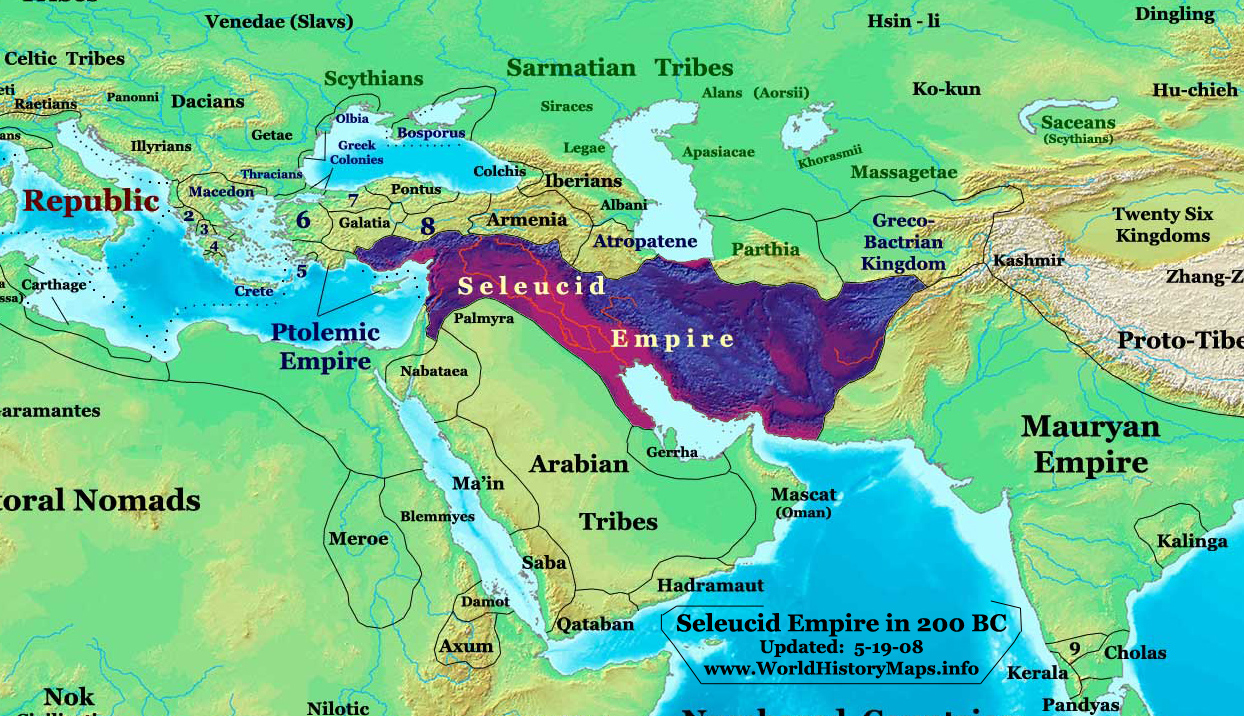
Państwo Seleucydów w 200 p.n.e. (zanim Antioch został pokonany przez Rzymian).

Wyprawa Antiocha III na Wschód odbiła się szerokim echem w świecie hellenistycznym – odtąd inskrypcje miast greckich nazywają go: megas basileus, czyli „Wielki Król”. Nie był to jednak jego tytuł oficjalny, a więc nie używano go np. na monetach, czy w dokumentach królewskich. Tym niemniej w świecie greckim Antioch uznany został za największego monarchę, a nawet w kręgach niechętnych Rzymowi (Etolia po II wojnie macedońskiej) upatrywano w Seleukidzie jedynego władcę, który może skutecznie oprzeć się Republice znad Tybru.
Niemal od razu po powrocie ze swojej wielkiej wyprawy na Wschód, Antioch przystąpił do restytucji władzy Seleucydów w południowo-zachodniej Azji Mniejszej. Wkraczając do Lidii i Karii (204/203 p.n.e.) i zajmując tam kilka miast należących do Lagidów z Egiptu, Pergamonu i Rodos. W ten sposób teoretycznie wszedł pośrednio w konflikt z Rzymem, gdyż każda z tych krain była zaprzyjaźniona z nadtybrzańskim miastem. W tym czasie Republika rzymska kończyła tytaniczne zmagania z Kartaginą, z których „Miasto Wilczycy” miało wyjść jako mocarstwo śródziemnomorskie, aby już niebawem czynnie włączyć się w sprawy wschodnie. Antioch, albo nie dostrzegł rosnącej potęgi, albo zlekceważył znaczenie rozrastających się wpływów italskiego miasta. Tak czy owak był to błąd, za który przyszło „Wielkiemu Królowi” i jego następcom, zapłacić najwyższą cenę.
Działania w Azji Mniejszej Antioch bardzo szybko zakończył, gdyż jego uwagę zwróciła sytuacja w Egipcie, gdzie w 204 r. p.n.e. zmarł jego władca – Ptolemeusz IV Filopator, a następca – Ptolemeusz V był jeszcze dzieckiem niezdolnym do faktycznego sprawowania realnej władzy. Na dworze w Aleksandrii zapanował chaos i walka o władzę, a to była wymarzona okazja dla Seleukidy, aby powrócić do starej kwestii Celesyrii, Fenicji i Palestyny. Konkurentem Antiocha do podziału posiadłości egipskich był Antygonida Filip V z Macedonii. Między obu monarchami w r. 203/202 p.n.e., doszło do nieoficjalnego porozumienia dotyczącego nowego podziału stref wpływów po rozdzieleniu między siebie posiadłości Lagidów, o czym informuje nas Appian z Aleksandrii powołując się na rodyjskich posłów w Rzymie. Był to tzw. w historiografii „zbójecki traktat”, w myśl którego Antioch zastrzegł sobie Celesyrię, Fenicję i Palestynę, o którą Seleucydzi walczyli już od wieku, a także Cypr, Licję i część Cylicji. Filip V natomiast miał zająć niektóre wyspy greckie, a także Karię i posiadłości Lagidów w Tracji.
Aby wcielić w życie układ z królem macedońskim, Antioch przerwał operacje zbrojne w zachodniej Azji Mniejszej i już w 202 r. p.n.e., wkroczył do Syrii południowej rozpoczynając tzw. V wojnę syryjską. W toku działań wojennych wojska Seleukidy do roku 201 p.n.e. niemal bez problemu opanowały Celesyrię, Fenicję i Palestynę, napotykając jedynie znaczniejszy opór w Gazie. Władze aleksandryjskie zareagowały na to wysłaniem potężnej armii pod dowództwem wytrawnego wodza, najemnika Skopasa z Etolii, który rozpoczął działania ofensywne w Palestynie. Rozstrzygnięcie nastąpiło niedaleko źródeł Jordanu, pod Panion (Panejon), gdzie doszło do potężnej batalii między wojskami Skopasa i Antiocha III Wielkiego (200 p.n.e.). Była to jedna z największych bitew ówczesnego świata, porównywalna do Rafii i późniejszej Magnezji, o bardzo dużym znaczeniu dla dziejów politycznych monarchii Seleucydów i regionu. Antioch spotkał tutaj godnego siebie przeciwnika. Bitwa miała osobliwy przebieg z uwagi na to, że toczyła się po obu stronach rzeki na różnym terenie. Jednakże Seleukida umiał wykorzystać swoją przewagę w falandze i słoniach, które na równym terenie zmiotły wojska Skopasa po jednej stronie rzeki rozstrzygając tym samym o zwycięstwie na rzecz Antiocha. Pomimo tego, że po drugiej stronie rzeki Skopas uzyskał przewagę nad wojskami króla, nie mógł jednak już odwrócić losów bitwy, która skończyła się jego klęską.
Wiekowy spór z Lagidami o Celesyrię, Fenicję i Palestynę został rozstrzygnięty pod Panion na korzyść Seleucydów.

## Walka o dziedzictwoLizymacha
Sława Antiocha, szczególnie po wyprawie na Wschód, z której król wrócił w glorii chwały, dotarła również do Rzymu, w którym wśród senatorów wzbudziła poważne zaniepokojenie. Jednakże do roku 201 p.n.e. Rzymianie byli jeszcze zbyt zajęci wojną z Kartaginą, a później z Macedonią, by podejmować jakieś konkretne działania wobec Antiocha, zwłaszcza że nie zagrażał on Republice bezpośrednio.
Dominującą wytyczną w polityce Antiocha po powrocie ze Wschodu stała się kwestia odwojowania małoazjatyckich i europejskich obszarów, którymi wcześniej władali Seleucydzi lub też do których zawsze rościli sobie prawa od czasów założyciela dynastii, Seleukosa I Nikatora (zwłaszcza do Tracji, która po śmierci Lizymacha powinna należeć do Seleucydów prawem zwycięzcy). Takie cele Seleukidy w dalszej perspektywie musiały doprowadzić do konfrontacji z Republiką rzymską, która stopniowo rozszerzała swoją strefę wpływów na wschód.
Aby wcielić w życie swoje plany Antioch III rozpoczął szereg kampanii w Azji Mniejszej, a następnie w Europie.
Zgodnie z przekazem Liwiusza już w r. 198 p.n.e. Seleukida wyruszył na podbój królestwa Pergamonu, osiągając znaczne sukcesy. W tym przypadku Antioch zamierzał złamać siłę Attalidów, zabezpieczając sobie tyły w planowanej wyprawie do Azji mniejszej i Tracji. Osiągając znaczne sukcesy w porozumieniu z królem Bitynii Prusjaszem I, Antioch zajął część Frygii i Troady, przez co znacznie zredukował królestwo Pergamonu. Jednakże misja dyplomatyczna Rzymu położyła kres dalszej wojnie z Attalosem I Soterem.
W następnym roku (197 p.n.e.) Antioch ruszył na rekonkwistę wybrzeży małoazjatyckich, zajmując szereg miast, w tym Efez. W swoim pochodzie zdobywczym Seleukida nie napotkał niemal żadnego oporu. W tym czasie Rzym zajęty był wojną z Filipem V (II wojna macedońska) i Republika znad Tybru nie chciała prowokować Antiocha, obawiając się (najprawdopodobniej niesłusznie) pomocy Antiocha dla króla macedońskiego.
Na przełomie 197/198 p.n.e. Seleukida przeprawił się przez Hellespont i wkroczył na Chersonez Tracki – tam przystąpił do odbudowy zniszczonej przez Traków Lizymachii – najprawdopodobniej chciał z niej uczynić stolicę europejskiej części swojego państwa.
Tymczasem, po zakończonej wojnie z Filipem V, Rzymianie mocno zaniepokoili się pojawieniem się Antiocha w Europie i jego poczynaniami. Zajęcie Chersonezu Trackiego i odbudowa Lizymachii, dawała Seleukidzie kontrolę nad przeprawami do Azji, co znacznie wzmacniało jego pozycję strategiczną. Antioch jednak nie zamierzał wojować z Rzymem – jego celem był spadek po Lizymachu, zdobyty (teoretycznie) przez Seleukosa I Nikatora. Rzymianie, mając już rozwiązane ręce, po wojnie z Macedonią, zaczęli dyktować warunki Antiochowi.
Na spotkaniu w Lizymachii z posłami rzymskimi (196 p.n.e.), Antioch, który co prawda udowodnił swoje racje, odpierając wszystkie rzymskie zarzuty, nie doszedł jednak do porozumienia z Rzymianami.
Każda ze stron trwała więc przy swoich racjach: Rzymianie chcieli, aby Antioch wycofał się z Europy, Antioch natomiast nie zamierzał ustąpić z Chersonezu Trackiego, a planował jeszcze zdobyć cały spadek po Lizymachu, czyli Trację.
Po tym spotkaniu dla obu stron stało się jasne, że wojna jest nieunikniona, zwłaszcza że na dworze Antiocha w tym czasie (195 p.n.e.), zjawił się Hannibal, który musiał opuścić Kartaginę (z powodów zadrażnień z władzami swojego państwa), stając się doradcą wojskowym Seleukidy, co miało bardzo negatywny wydźwięk w stosunkach Antiocha z Rzymem.
W latach 195–194 p.n.e. Antioch, w toku wypraw zbrojnych, opanował wybrzeże Tracji, ale nie udało mu się podporządkować terenów leżących w głębi lądu – uwolnił tylko miasta greckie od częstych najazdów Traków.
W tych latach również dokonał kilka mariaży swoich córek. Kleopatrę oddał za żonę Ptolemeuszowi V Epifanesowi, drugą córkę – Antiochis – wysłał do władcy Kapadocji – Ariaratesa IV Eusebesa, a z kolei trzeciej córki Antiocha nie chciał za żonę nowy władca Pergamonu – Eumenes – obawiając się uzależnienia od potężnego Seleukidy.
Tymczasem w r. 194 p.n.e. Rzymianie wycofali swoje siły z Grecji na wniosek Tytusa Kwinkcjusza Flamininusa, który wcześniej (w r. 196 p.n.e.) proklamował uroczyście „wolność wszystkich miast greckich”. Wojska rzymskie opuściły również tzw. „kajdany Hellady”, czyli Akrokorynt, Demetrias i Chalkis, bardzo ważne twierdze z punktu widzenia strategicznego, aby skutecznie kontrolować Helladę.
Tymczasem do wojny z Rzymem parli Etolowie, niedawni sojusznicy Rzymian w wojnie z Filipem V. Niezadowoleni z nowego rzymskiego porządku, a także zawiedzeni tym, że Rzymianie nie docenili ich roli w wojnie macedońskiej, w której uważali, że walnie przyczynili się do pokonania Filipa, byli rozczarowani, że tak naprawdę to niewiele otrzymali w nagrodę (a liczyli na całą Tesalię). Zaczęli siać ferment antyrzymski i właśnie w Antiochu upatrywali tego, który rzuci Rzymian na kolana. W swoich licznych poselstwach do Seleukidy, roztaczali przed nim wizję uciemiężenia Grecji przez Rzym, a także, że cała Hellada czeka na wielkiego przywódcę, który poprowadzi ich na bój z Rzymem. Obiecywali, że w Grecji przyłączą się do niego liczne miasta, a nawet sam pokonany król macedoński – Filip V. Antioch nie do końca wierzył w te zapewnienia, ale ostatnie poczynania Rzymian i ich żądania wobec niego, istotnie go drażniły, zwłaszcza ostatnie spotkanie w Lizymachii. Dlatego też poważnie rozważał starcie zbrojne, aczkolwiek się do niego nie spieszył.
W końcu Etolowie postawili go przed faktem dokonanym – opanowali Demetrias, jedno z „kajdan Hellady”, znakomity port do przyjęcia desantu Antiocha. Seleukida wiedział, że taka okazja może się już nie powtórzyć, dlatego też zebrał tyle wojska ile w danej chwili mógł i wyruszył do Grecji.

## Konflikt z Rzymem – Magnezja 190 p.n.e. Śmierć wielkiego króla
Siły z jakimi wylądował Antioch w Tesalii – jesienią 192 r. p.n.e., były niewystarczające, aby prowadzić skuteczne operacje militarne przeciw Rzymowi – w sumie dysponował kilkunastoma tysiącami żołnierzy. Co prawda zaraz na początku wyprawy, oprócz zajętej dla Antiocha przez Etolów potężnej twierdzy o strategicznym położeniu – Demetrias, udało się Seleukidzie uchwycić kilka innych ważnych punktów, m.in. Chalkis na Eubei oraz opanować część Tesalii, jednakże nie były to jakieś znaczne osiągnięcia, zwłaszcza że rychło je utracił. Przede wszystkim królowi brakowało wojska. Być może Antioch liczył na bardziej entuzjastyczne przyjęcie w świecie greckim, a co za tym idzie wzmocnienie swojej armii poprzez zaciągi na miejscu. Tymczasem jednak świat grecki był tradycyjnie podzielony – politycy greccy z poszczególnych miast mieli różne koncepcje wolnościowe i sympatie polityczne i bynajmniej nie było jednolitego antyrzymskiego frontu wśród nich, a nawet wiele miast greckich opowiadało się wprost za Rzymem.
Wiosną r. 191 p.n.e. do Grecji przybyła armia konsularna pod dowództwem Maniusza Acyliusza Glabriona i połączywszy się z oddziałami rzymskimi operującymi już na terenie Grecji, zmusiła Antiocha do wycofania się do Termopil, gdzie Seleukida poniósł klęskę w walce z przeważającymi siłami rzymskimi (kwiecień 191 p.n.e.). Przegrana króla spowodowana była obejściem jego pozycji przez oddział rzymski Marka Porcjusza Katona, który po pokonaniu Etolów, pilnujących wysokogórskich ścieżek wokół Termopil, wyszedł na tyłach armii królewskiej i zaatakował jego obóz wzniecając zamieszanie i popłoch w armii Seleukidy. Antioch z garstką własnych żołnierzy uciekł do Chalkis, a następnie do Azji Mniejszej, gdzie w Efezie założył kwaterę główną, szykując się do walnej rozprawy z Rzymianami.
Stopniowo Seleukida zaczął tracić przewagę na morzu. Jeszcze w 191 roku p.n.e. (we wrześniu), flota Antiocha poniosła klęskę w bitwie pod Korykos u wybrzeży Cylicji. Co prawda admirał królewski, Poliksenidas, kilka miesięcy później – w kwietniu 190 r. p.n.e. – zdruzgotał flotę rodyjską (Rodos w tym czasie była sprzymierzeńcem Rzymu), jednakże kolejne klęski morskie – pod Side (klęska floty Hannibala) i pod Myonnesos (admirała Poliksenidasa) odebrały ostatecznie Antiochowi panowanie nad morzami, a Rzymianie mogli bezpiecznie przeprawić swą armię do Azji. Klęski morskie Antiocha w dużej mierze wynikały z przejścia na stronę Rzymian wyspy Rodos, która od wieków słynęła ze znakomitej floty i żeglarzy, którymi to istotnie wsparła Republikę w zmaganiach z Seleukidą. A władze rodyjskie przechodząc na stronę Miasta Wilczycy, kierowały się pragmatyzmem politycznym – po prostu uznały, że na dłuższą metę Antioch i tak przegra zmagania z Rzymem, toteż chcieli być po stronie zwycięzcy, zwłaszcza że chcieli partycypować w podziale schedy po Seleukidzie, a chętnym do spadku był jeszcze Eumenes z Pergamonu, gorliwie od początku wspierający Rzymian.
Zanim jeszcze Poliksenidas przegrał pod Myonnesos, armia rzymska pod dowództwem Scypionów (Lucjusz Korneliusz Scypion Azjatycki i Publiusz Korneliusz Scypion Afrykański Starszy) maszerowała, aby zdobyć Lizymachię i przeprawić się przez Hellespont. Po utracie kontroli nad morzami, Antioch ewakuował swoje siły z Lizymachii i wycofał się całkowicie z Europy. Rzymianie bez walki wkroczyli do twierdzy i następnie bez przeszkód przeprawili się do Azji Mniejszej.
W grudniu r. 190 p.n.e. pod Magnezją doszło do konfrontacji sił Rzymian z Antiochem III Wielkim.
W tej, jednej z największych batalii antycznego świata, Rzymianie dysponowali ok. 30 tysięczną armią, wraz ze wsparciem Eumenesa z Pergamonu, a wojska Antiocha miały ponad dwukrotną przewagę (ok. 72 tys. żołnierzy) i składały się z najemników greckich oraz z kontyngentów ściągniętych ze wschodnich satrapii państwa. Pomimo takiej przewagi Antioch III poniósł totalną klęskę. O zwycięstwie Scypionów zadecydowały z jednej strony twardy opór i wyszkolenie legionistów, jak również jazda pergamońska Eumenesa wraz z kawalerią rzymską, które rozbiły lewe skrzydło armii Seleukidy osłaniające bok falangi, pozbawiając ją w ten sposób ochrony przy jednoczesnym frontalnym uderzeniu rzymskich legionów. Antioch tymczasem, dowodząc prawym skrzydłem, zanadto rozpędził się w pościgu za nieprzyjacielem (podobnie jak pod Rafią) po uderzeniu i rozproszeniu lewej flanki rzymskiej. Kiedy w końcu zawrócił, jego armia już bezładnie uciekała przed Rzymianami i Eumenesem.
Po bitwie i przegranej Antiocha doszło do rozejmu i narzucono królowi wstępne warunki pokoju: zapłacenie ogromnej kontrybucji w wysokości 15 000 talentów, rezygnacja z krain w Azji Mniejszej na północ od gór Taurus i oddanie syna królewskiego, młodego Antiocha (przyszłego Antiocha IV Epifanesa) jako zakładnika do Rzymu. Postanowienia te zostały ostatecznie sformułowane w traktacie pokojowym w 188 r. p.n.e. w Apamei (Frygia), gdzie przedstawiciele komisji rzymskiego senatu czuwali nad wprowadzeniem ich w życie, a oprócz tego pozbawiono Seleukidę floty i słoni. Antioch stał się oficjalnie „przyjacielem ludu rzymskiego”.
Zdobyte na królu syryjskim terytoria w Azji Mniejszej Rzym rozdzielił między Eumenesa z Pergamonu i Rodos, szczególnie ten pierwszy stał się odtąd władcą najpotężniejszego królestwa w Azji Mniejszej.
Innymi bezpośrednimi następstwami klęski wielkiego króla były perturbacje we wschodnich rubieżach państwa, kiedy dotarła tam wieść o klęsce „niezwyciężonego króla” satrapowie podnieśli bunty, a liczne plemiona barbarzyńskie zaczęły wdzierać się na tereny imperium.
Przegrana pod Magnezją miała dla ówczesnego świata, a szczególnie dla monarchii Seleucydów, bardzo poważne następstwa. Przede wszystkim państwo Antiocha utraciło status mocarstwa (przynajmniej jeśli chodzi o Zachód i Europę), odtąd królowie syryjscy nie byli już w stanie prowadzić w pełni niezależnej polityki międzynarodowej jeśli chodzi o basen Morza Śródziemnego (jaskrawym tego przykładem jest ultimatum rzymskiego senatora wystosowane wobec Antiocha IV Epifanesa podczas VI wojny syryjskiej, w 168 r. p.n.e., gdy zwycięskiemu królowi nakazał wycofać się z Egiptu, co ten bez szemrania wykonał). Seleucydzi mogli być niezależni jedynie tam, gdzie Rzym pozostawił im swobodę działania, a taką swobodę mieli jeszcze na Wschodzie.
Konsekwencją bitwy pod Magnezją było również poszerzenie strefy wpływów Republiki znad Tybru na wschodzie, gdyż odtąd kontrolowała ona również Azję Mniejszą, a w dalszej perspektywie były kraje Bliskiego Wschodu.
Zepchnięta na wschód monarchia Seleucydów odtąd stawała się powoli państwem na wskroś azjatyckim i zaczęła się borykać z poważnymi problemami ekonomicznymi, zarówno z uwagi na wysoką kontrybucję wojenną, którą Antioch musiał wypłacić, jak również z powodu utraty obszarów małoazjatyckich, takich jak Frygia i Lidia, które uchodziły w tych czasach za bogate krainy.
Trudności ekonomiczne, jak polityczne (niepokoje w satrapiach) skłoniły Antiocha do podjęcia decyzji o kolejnej wyprawie na Wschód. Potrzebował jednak pilnie funduszy na jej rozpoczęcie. Zanim wyruszył mianował swego syna Seleukosa (Seleukos IV, 187–175 p.n.e.) współwładcą i zarządcą zachodniej części państwa. W czerwcu 187 r. p.n.e., podczas próby obrabowania świątyni Bela w Elamie słynącej z bogactwa, w której król osobiście brał udział, padł zabity w walce, jak się wywiązała między jego ludźmi i obrońcami świątyni wraz z miejscową ludnością. W ten niesławny sposób zginął Antioch III Wielki, przedstawiciel dynastii Seleucydów, potomek Seleukosa I Nikatora.

## Podsumowanie
Antioch III Wielki przeszedł do historii, jako władca potężnego i rozległego państwa rozciągającego się od wybrzeży Morza Śródziemnego, aż po Indie. Gdy obejmował władzę w państwie, imperium w zasadzie się rozpadało. Udało mu się przywrócić jedność państwa i wzmocnić autorytet swojej dynastii na arenie międzynarodowej, chociaż nie zlikwidował tendencji separatystycznych w swoim królestwie. Jednakże przypomniał on potęgę Seleucydów w wielu miejscach byłego imperium Aleksandra, wszystkim tym, którzy o niej chcieli zapomnieć. Antioch III nie miał jednak dość sił i środków, aby trwale podporządkować sobie wschodnie rubieże swojego imperium. De facto jego wyprawa na Wschód, która przyniosła mu przydomek „Wielki”, była tylko doraźną demonstracją siły, ale obok sławy i wzrostu prestiżu swego państwa, przyniosła mu także liczne bogactwa, dzięki którym mógł on realizować wiele zamierzeń w Azji i Europie – nie zawsze udanych.
Antioch III Wielki był ostatnim władcą hellenistycznym, który prowadził samodzielną politykę mocarstwową w basenie Morza Śródziemnego. Większość badaczy uważa, że był też ostatnim monarchą hellenistycznym, który mógł realnie przeciwstawić się Rzymowi, a przynajmniej zatrzymać na jakiś czas jego ekspansję. Jednak konfrontacja z Rzymem przyniosła mu szereg klęsk i utratę licznych terytoriów, a także nadszarpnięcie autorytetu, zapoczątkowując tym samym upadek imperium Seleucydów. W jakimś stopniu odpowiedzialność za to ponosi sam Antioch III Wielki, z powodu swej krótkowzroczności i błędów, jakie popełnił w ostatnich latach swego panowania. Mimo to, obok założyciela dynastii – Seleukosa I Nikatora – Antioch III uważany jest za najwybitniejszego jej przedstawiciela, który powstrzymał na jakiś czas rozpad swojego wielonarodowego i wielokulturowego państwa – rozpad, który i tak był nieunikniony i to bez względu na rolę rodzącego się imperium rzymskiego.